# La Culotte de Rigadin
Pour plus de détails, voir Fiche technique et Distribution.
La Culotte de Rigadin est un film muet français réalisé par Georges Monca, sorti en 1914.

## Fiche technique
- Titre : La Culotte de Rigadin
- Réalisation : Georges Monca
- Scénario : Louis Z. Rollini et Charles Prince
- Photographie :
- Montage :
- Société de production : Pathé Frères
- Société de distribution : Pathé Frères
- Pays de production :  France
- Langue : film muet avec les intertitres en français
- Métrage : 200 mètres
- Format : Noir et blanc — 35 mm — 1,33:1 — Muet
- Genre :  Comédie
- Durée : 6 minutes 40 secondes
- Date de sortie : 
  - France : 3 avril 1914

## Distribution
- Charles Prince : Rigadin
- Gabrielle Debrives
- France Dhélia
- André Simon